# Ху Вейде
Ху Вейде (спрощ.: 胡惟德; піньїнь: Hú Wéidé; 1863 — 24 листопада 1933) — китайський дипломат і політик, виконував обов'язки президента Китайської Республіки навесні 1926 року.

## Життєпис
Народився 1863 року в Усіні (провінція Чжецзян). Після закінчення Інституту іноземних мов у Шанхаї 1888 року склав державні іспити та вступив на державну службу. Наступного року в складі посольства Сюе Фучена вирушив до Європи, впродовж деякого часу був учнем драгомана у Великій Британії, а потім отримав посаду аташе при цінському посольстві в Лондоні. Потім він працював у посольстві в США, а в лютому 1902 року був переведений до Росії. Від липня того ж року Ху Вейде став послом імперії Цін на Росії.
У вересні 1907 року Ху Вейде повернувся на батьківщину, де отримав посаду при Міністерстві зовнішніх відносин. У березні 1908 року отримав пост посла в Японії. 1910 року став представником Цінської імперії в Постійній палаті третейського суду в Гаазі. В травні того ж року він знову повернувся на батьківщину та знову почав будувати кар'єру в Міністерстві зовнішніх відносин. Коли, намагаючись зупинити революцію, цінська монархія доручила владу Юань Шикаю, Ху Вейде в жовтні 1911 року був призначений тимчасово виконуючим обов'язки міністра зовнішніх відносин у його кабінеті.
Після утворення Республіки Китай у березні 1912 року Ху Вейде очолив міністерство закордонних справ у кабінеті Тан Шаої. В листопаді того ж року отримав пост посла у Франції, а 1914 року — в Іспанії та Португалії. У вересні 1920 року він був призначений послом в Японії, а в червні 1922 року остаточно повернувся до Китаю, де продовжив працювати в Міністерстві закордонних справ.
1926 року антифентянська війна призвела до усунення від влади Дуань Ціжуя, й Ху Вейде став тимчасовим президентом республіки. Однак боротьба між мілітаристськими кліками тривала, й за місяць його замінив Янь Хуейцін. У кабінетах подальших урядів він продовжував займати міністерські пости, втім за умов, коли Гоміньдан успішно проводив свій Північний похід, беручи під контроль нові райони Китаю, ті уряди вже практично нічим не керували.
Помер Ху Вейде восени 1933 року в Пекіні.